# Idaea nigrociliata
Idaea nigrociliata là một loài bướm đêm trong họ Geometridae.